# Hilde Lauer
Hilde Lauer (Orţişoara, Timiş, 24 de março de 1943) é uma ex-canoísta de velocidade romena na modalidade de canoagem.

## Carreira
Foi vencedora da medalha de Prata em K-1 500 m em Tóquio 1964.
Foi vencedora da medalha de Bronze em K-2 500 m em Tóquio 1964.